# Sables-Spanish Rivers
Sables-Spanish Rivers to gmina (ang. township) w Kanadzie, w prowincji Ontario, w dystrykcie Sudbury.
Powierzchnia Sables-Spanish Rivers to 806,12 km².
Według danych spisu powszechnego z roku 2001 Sables-Spanish Rivers liczy 3245 mieszkańców (4,03 os./km²).